# Konstantin Kintchev
Pour les articles homonymes, voir Panfilov.
Konstantin Kintchev  (en russe : Константин Кинчев) ou Kostia Kintchev, de son vrai nom Konstantin Ievguenievitch Panfilov, né le 25 décembre 1958 à Moscou, en Union soviétique, est un auteur-compositeur, musicien et chanteur russe, leader du groupe de rock russe Alissa.

## Biographie

### Ses débuts
Kintchev a 15 ans, écoute pour la première fois le groupe de heavy metal nommé Black Sabbath. Il décide de collecter les albums de hard rock. En 1970, il rejoint Alisa, il joue dans des locaux de Moscou. En 1984, Kintchev prend la décision de quitter Moscou et d'aller vivre à Leningrad, en acceptant de devenir un chanteur de Alissa.

### Groupe Alissa
La programmation du groupe a finalement été achevée en 1984, quand le nouveau chanteur Kostia Kinchev (de son vrai nom Konstantin Panfilov) et le guitariste Petr Samoylov rejoignent le groupe. Leur premier album Energie a été créé avec un genre mélodique et s'est vendu plus d'un million d'exemplaires.

### Accusation
En 1987, le journal Smena l'accuse de propagande nazie et de l'adoration d'Hitler. Kintchev intente un procès pour calomnie et demande la compensation des pertes morales. Après le processus judiciaire, le magazine a publié une réfutation. Le prochaine album était intitulé L'article 206 partie 2, un chapitre (« hooliganisme ») du Code de procédure URSS, faisant allusion à ce processus d'accusation.

## Discographie

### Paroles
Kintchev a été baptisé en 1990, et depuis lors, le christianisme a été la principale influence sur son alignement et ses paroles. Même si au début les paroles d'Alissa étaient typiques du rock russe, rock'n'roll et « de la protestation sociale », depuis la fin des années 1990 leur thème principal a été les idées du christianisme, le patriotisme russe, et l'unité slave. Konstantin est en bonnes relations avec les prêtres de l'Église orthodoxe russe, en particulier Andrey Kuraev. Le groupe a participé à de nombreux festivals d'inspiration chrétienne, comme celui avec les musiciens de la cathédrale du Christ-Sauveur. Kintchev, assez conservateur et religieux-patriotique, a été considéré de manière défavorable par certains vieux fans qui aimaient le groupe Alissa pour son message rock d'origine.